# ベルリン市交通局H型電車

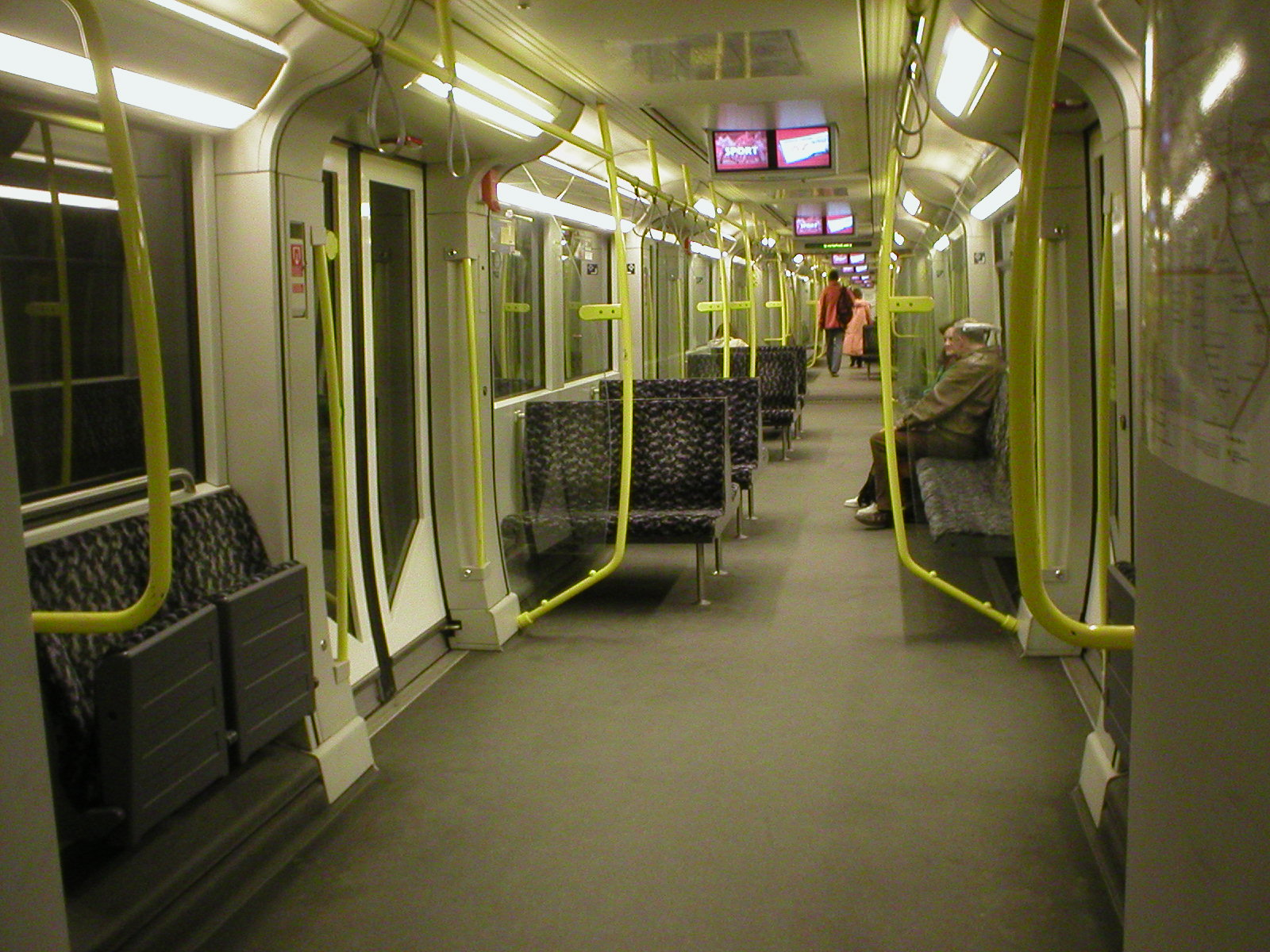
H型車両の車内。写真はクロスシート試験車のものである

H型電車（エイチがたでんしゃ）は、ベルリン地下鉄U5〜U9において使用されている電車である。

## 概要
大型規格(Großprofil)の各線で使用する次世代車両として1994年に開発された。本形式は固定編成を組み、編成内の各車両の間には常時開放の貫通路が装備されるなど、デザイン面のみならず、機能面でも新機軸を盛り込んでいる。全車が6両固定編成を組む。1995年に試作車2本12両が製造された後、1998年〜99年には24本144両、2001年には20本120両の量産を経て、現在、6両編成46本、計276両が在籍している。なお、これらの車両の年次について、それぞれH95、H97、H01と呼んで区別している。

## 車内設備
大型規格車両としては初のオールロングシートとなった(5018編成の中間4両のみ試験的にクロスシートが採用されている)。一部座席は自転車・車いすの搭載が可能なように、折りたたみ式となっている。
1200mm幅の貫通路を各車両間に設けており、これ以前のベルリン地下鉄の車両の非常用貫通路とは違い、乗客が平常時においてもいつでも利用できるようになっている。
貫通路上部にはパターン式表示器が取り付けられており、次の駅、行き先、路線名、時刻などを案内する。

## 運用
12本がブリッツ南検車区、34本がフリードリヒスフェルデ検車区に配置され、それぞれU6〜7、U5・U8〜9で運用されている。

## 今後
増備は小型規格用のHK形も含めされない見通し。現在I形電車の計画が進められている。